# Kilgi (Märjamaa)
Kilgi es una localidad del municipio de Märjamaa en el condado de Rapla, Estonia, con una población censada a final del año 2011 de 6 habitantes. 
Se encuentra ubicada al oeste del condado, cerca de la frontera con el condado de Lääne.